# Antonio Beccadelli di Bologna
Antonio Beccadelli di Bologna (Napoli, 1475 circa – Padova, dopo il 1513) è stato un nobile italiano, noto per una sfortunata storia d'amore con Giovanna d'Aragona.

## Biografia
Le informazioni su Antonio Beccadelli sono molto scarse per cui la principale fonte biografica è la novella del Bandello nella quale si accenna alla sua educazione, al suo matrimonio e alla morte. Nonostante gli accenti romanzeschi, la novella del Bandello trova conforto di numerosi riscontri nella documentazione dell'epoca quali la Cronica di notar Giacomo o l'opera genealogica dell'Ammirato.
Antonio Beccadelli era figlio di Antonino e di Giulia Di Sangro, e nipote del celebre umanista Antonio Beccadelli detto il Panormita. Il nonno paterno era stato accolto nei ranghi dell'aristocrazia napoletana, con la concessione della cittadinanza napoletana da parte di Alfonso V nel 1450 e l'aggregazione al sedile di Nido. Nonostante l'appartenenza all'aristocrazia cittadina e le notevoli qualità personali («Egli era gentiluomo molto galante e vertuoso, ed oltra che aveva bella presenza ed era de la sua persona assai prode, fu gentilissimo cavalcatore. Fu anco di buone lettere non mezzanamente ornato e col liuto in mano cantava soavemente»), Antonio Beccadelli non era di rango sociale tale da poter aspirare alla mano di una donna di sangue reale qual era Giovanna d'Aragona, figlia di Enrico di Gerace a sua volta figlio naturale di Ferrante I re di Napoli.
Antonio Beccadelli fu maggiordomo di Federico, re di Napoli dal 1494. Quando Federico si consegnò ai Francesi (1501), Antonio si ritirò a vita privata a Napoli con una rendita annua di circa mille ducati. Giovanna d'Aragona, che era rimasta vedova di Alfonso Todeschini Piccolomini II Duca di Amalfi nel 1498 e con un figlio nato dopo la morte del marito, ne richiese i servigi come maggiordomo. La storia della Duchessa d'Amalfi e di Antonio Beccadelli fu narrata, oltre che dal Bandello, anche nel manoscritto anonimo Successi tragici et amorosi occorsi in Napoli e altrove incominciando dalli Re Aragonesi conservato nell'Archivio di Stato di Napoli. Il legame fra la Duchessa e il maggiordomo di corte si trasformò in un legame affettivo: i due si sposarono clandestinamente ed ebbero due figli. La notizia del matrimonio venne tuttavia conosciuta dal cardinale Luigi d'Aragona, fratello di Giovanna, il quale, disapprovando il legame per motivi di rango sociale, costrinse alla fuga la sorella con i tre figli e il marito (17 novembre 1510).
La sorte dei due coniugi fu differente. La duchessa, catturata mentre si dirigeva a Milano, fu rinchiusa con la cameriera e i due figliuoli avuti dal Beccadelli in una torre ad Amalfi (la Torre dello Ziro), dove tutti morirono, come si seppe molti anni dopo. Antonio Beccadelli, che ignorava la sorte della moglie e dei figli, si rifugiò a Milano, rimase per qualche tempo sotto la protezione dapprima di Silvio Savelli e successivamente, dopo la partenza del Savelli per l'assedio di Crema (1513), al servizio di Gian Francesco Acquaviva, marchese di Bitonto, e infine del cavaliere Visconte. Infine fu assassinato da tre sicari del cardinale, guidati Daniele da Bozolo, a Milano (come scrisse il Bandello) o verosimilmente a Padova come scrisse il Camera.

## Antonio Beccadelli in letteratura e teatro
La tragica vicenda ha ispirato molte opere letterarie fra le quali, oltre alla novella del Bandello, si ricordano:
- la novella contenuta nel Palazzo del piacere (titolo originale The Palace of Pleasure, 1566) di William Painter
- la tragedia La duchessa di Amalfi (titolo originale The Duchess of Malfi) di John Webster, rappresentato per la prima volta nel 1614
- la tragedia Il maggiordomo della duchessa di Amalfi (titolo originale El mayordomo de la Duquesa Amalfi) di Lope de Vega, rappresentata per la prima volta nel 1618